# Tristan Derème
Tristan Derème, właśc. Philippe Huc, pseud. lit. Tristan Derème, Théodore Decalandre, Philippe Raubert (ur. 13 lutego 1889 w Marmande, płd.-zach. Francja, zm. 24 października 1941 w Oloron-Sainte-Marie, płd.-zach.  Francja) – francuski poeta, pisarz i polityk. Założyciel grupy poetyckiej zwanej szkołą fantastów (fr. École fantaisiste), przyjaciel Francisa Carco.

## Zarys biograficzny
W latach 1908-1921 pracował jako urzędnik podatkowy.
Po mobilizacji w 1914, w związku z wybuchem I wojny światowej, pełnił obowiązki sekretarza w gabinecie polityka Achille'a Foulda.
W 1922 został członkiem Plejady (fr. La Pléiade).
W latach 1927-1929 prowadził stałą rubrykę w dzienniku Le Figaro.
Działał w Paryżu, ale też na prowincji, w swojej małej ojczyźnie. Tam też umarł.

## Ważniejsze dzieła

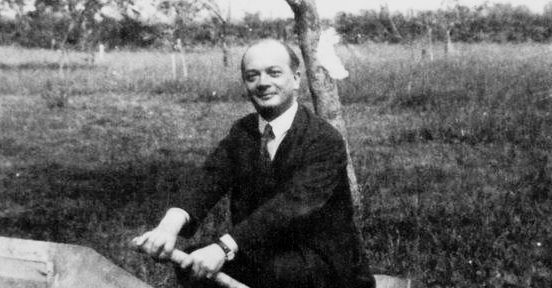
Tristan Derème, 1936.

- Le Poème de la pipe et de l'escargot (pl. Poemat o fajce i ślimaku)
- La Verdure dorée (pl. Złocista zieleń, 1922)
- L'Enlèvement sans clair de lune (1925)
- Le Zodiaque ou les étoiles sur Paris (pl. Zodiak, czyli gwiazdy nad Paryżem, 1927)
- Poèmes des colombes (1929)
- Patachou, Petit Garçon (pl. Patachou, mały chłopiec, 1929)